# 田中啓太郎
田中 啓太郎（たなか けいたろう、4月9日 - ）は、日本の男性声優。兵庫県出身。青二プロダクション所属。

## 略歴
色々な職に就きたいことや、いつまでも学生でいたいこと、海賊や勇者、英雄、動物といったものにもなりたいという思いを機に「役を通して色んな経験ができるのでは？」といった安直な発想に至ることになり、声優を目指した。
青二塾大阪校出身｡

## 人物
趣味としてギター弾き語り、バスケットボール、遊園地・テーマパーク巡りをそれぞれ挙げている。特技としてマシュマロキャッチを挙げている。
資格・免許として英検準2級と普通自動車免許を持つ。方言は関西弁。

## 出演

### テレビアニメ
2020年
- クレヨンしんちゃん（助監督）
- ONE PIECE（2020年 - 2023年、看守、部下、ウェイターズ、囚人、酒天丸の部下 他）
- トニカクカワイイ（結婚式参加者）
- ちびまる子ちゃん（2020年 - 2024年、店主、男子A、中学生）

2021年
- 進撃の巨人（カルロ）
- ワールドトリガー（記者B）
- SK∞ エスケーエイト（ギャラリー）
- 僕のヒーローアカデミア（2021年 - 2024年、青年、避難民、市民） - 3シリーズ
- 新幹線変形ロボ シンカリオンZ（2021年 - 2022年、走り屋B）
- もっと!まじめにふまじめ かいけつゾロリ（2021年 - 2022年、乗客、花婿、地底人A、社員、村人 他） - 2シリーズ
- デジモンアドベンチャー:（ギロモン、難民デジモン、男性アナウンサー）
- アイドリッシュセブン Third BEAT!（スタッフ）
- デジモンゴーストゲーム（エカキモン）

2023年
- ホリミヤ -piece-（中学男子）
- ポーション頼みで生き延びます!（少年）

2024年
- この世界は不完全すぎる（村人）
- 【推しの子】（音響スタッフ）
- 先輩はおとこのこ（生徒A）
- 株式会社マジルミエ（客G）

2025年
- 機動戦士Gundam GQuuuuuuX（オペレーター）
- よふかしのうた Season2（向井）

### 劇場アニメ
- 劇場版ポケットモンスター ココ（2020年、ダンゴロ）
- 劇場版 美少女戦士セーラームーンEternal（2021年、職員）
- 劇場版マクロスΔ 絶対LIVE!!!!!!（2021年）
- 劇場短編マクロスF 〜時の迷宮〜（2021年）
- DEEMO サクラノオト -あなたの奏でた音が、今も響く-（2022年、生徒）

### Webアニメ
- 薄明の翼（2020年、研究員B[5]）

### ゲーム
- 食物語（2020年、成蹊 他）
- プロ野球 ファミスタ 2020（2020年、プーカァ、ハン）
- モンスター烈伝 オレカバトル2（2025年、ジャリゲータ[6]）
- プロミス・マスコットエージェンシー（2025年、カイジュ、サラリーにゃん）

### ドラマCD
- アンジェリーク ルミナライズ 2nd step（青年）

### 吹き替え
- ウィキッド ふたりの魔女（2025年[7]）

### ボイスオーバー
- 世界一受けたい授業（日本テレビ）
- 月曜から夜ふかし（日本テレビ）
- 消えた天才（TBSテレビ）
- 世界くらべてみたら（TBSテレビ）
- NEWSな2人（TBSテレビ）
- 直撃!シンソウ坂上（フジテレビ）
- Dr.ミステリーの事件簿〜人体のナゾを解け！〜（フジテレビ）
- 今夜はナゾトレ（フジテレビ）

### ナレーション
- YouTube ラストアイドル　美肌になろう企画 〜お肌をチェックするぞ編〜

### テレビ番組
- イケボライブ　〜夜のガヤどり〜　第４夜(2020年、フジテレビTWO） [8]
- キスマイ超BUSAIKU!?（フジテレビ、痛ゴミ箱〈男性キャラ〉）

### ラジオドラマ
- 青山二丁目劇場
  - サンタのあらまし（職員）
  - 中年法（居酒屋の男性）
  - 結婚式(長谷川孝治)2025年4月28日

### 舞台
- 朗読劇 TOKYO MX開局25周年×青二プロダクション創立50周年Symphonic Drama 火の鳥 〜黎明編〜 於：2020年 舞浜アンフィシアター（群読）

### その他コンテンツ
- 日本中央競馬会ブランドCM「今日、私の物語が走ります。」(2023年、育成牧場スタッフ[9])

### シリーズ一覧
1. ↑  第5期（2021年）、第6期（2023年）、第7期（2024年）
2. ↑  第2シリーズ（2021年）、第3シリーズ（2022年）

### 初出話一覧
1. ↑  第4話初出
2. ↑  第17話初出
3. 1 2  第7話初出
4. ↑  第8話初出
5. ↑  第10話初出
6. ↑  第12話初出